# 대혈관 전위
대혈관 전위(大血管轉位, Transposition of the great vessels, TGV)는 대혈관의 비정상 공간 배열을 수반하는 선천성 심장병이다.

## 역사
대혈관 전위는 1797년 매튜 베일리(Matthew Baillie)에 의해 처음 기술되었다.

## 위험 요인
임신부의 당뇨병은 태아가 대혈관 전위를 앓을 수 있다고 기술된 위험 요인이다.

## 진단
흉부 엑스레이를 통해 대혈관 전위는 일반적으로 줄에 달린 달걀(egg on a string) 모양의 심장 종격 소견을 보이며, 더 정확히 말해 심장 비대는 측면에 위치한 달걀 모습을 보이며, 상종격의 좁은 위축 가슴샘은 줄의 모습을 보인다.

## 치료
전위가 있는 신생아의 경우 동맥관의 개방을 유지하기 위해 프로스타글란딘을 투여할 수 있으며 분리된 폐 및 전신의 순환이 혼합될 수 있게 한다.